# Banc de Sabadell (Montmeló)
El Banc de Sabadell és un edifici de Montmeló (Vallès Oriental) protegit com a bé cultural d'interès local.

## Descripció
És un edifici civil. La part més interessant és la superior, perquè l'inferior ha estat transformada recentment, tancant el conjunt de la façana, per albergar el Banc de Sabadell. El pis superior es troba format per un balcó corregut i quatre finestres, totes elles decorades amb maons, de manera que formen uns pseudo-bancals, la llinda i un frontó triangular. També a mitjana alçada hi ha un fris corregut. La part inferior està formada per quatre arcs de mig punt pentagonals, que queden tallats pels rètols lluminosos del banc. Estan també decorats amb maó i elements que coincideixen amb pilastres adossades que es troben entre finestres.

## Història
L'edifici fou inicialment construït com a cinema, possiblement abans de la dècada del 1920, i això es constata en la proporció existent entre l'alçada de la planta baixa destinada al cinema i la del primer pis, utilitzat com a residència particulars, igual que en l'actualitat.